# Cuíca
 (août 2024).
Si vous disposez d'ouvrages ou d'articles de référence ou si vous connaissez des sites web de qualité traitant du thème abordé ici, merci de compléter l'article en donnant les références utiles à sa vérifiabilité et en les liant à la section « Notes et références ».

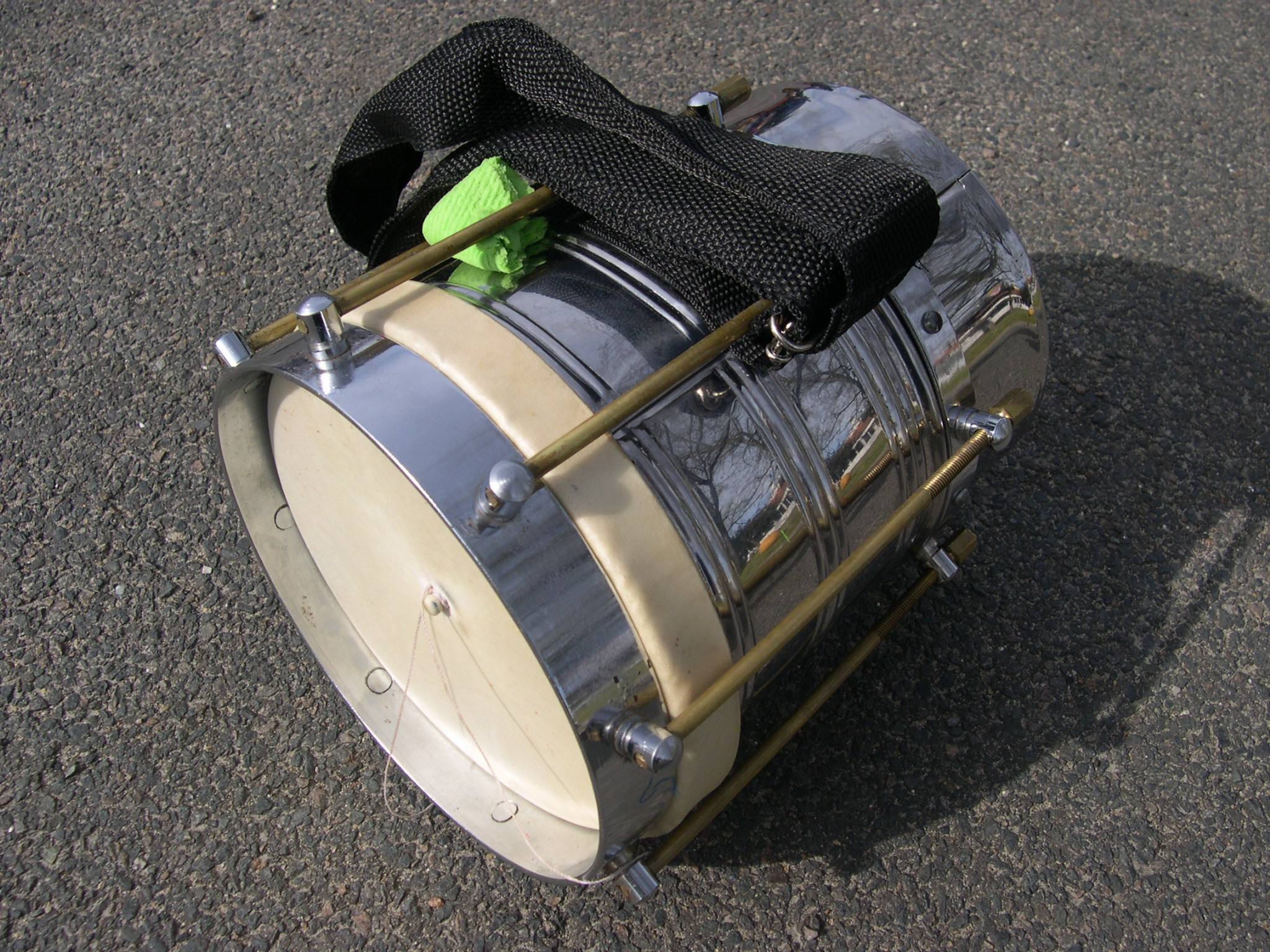
Une, avec sangle et éponge

La cuíca est un tambour à friction brésilien, utilisé dans la samba et hérité de la culture bantoue.

## Description

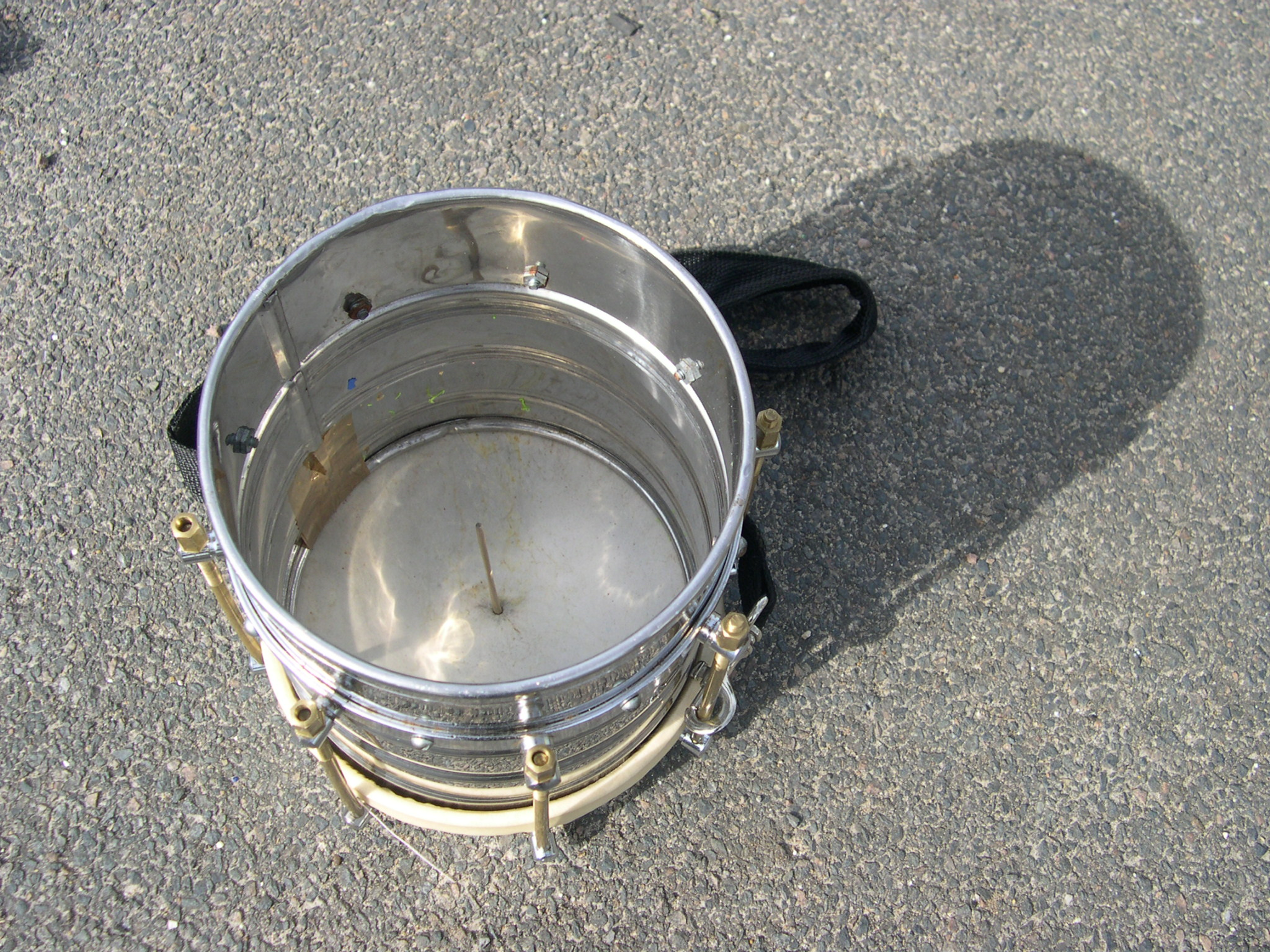
Vue du fond et de la tige

Cet instrument est constitué d'un fût cylindrique généralement métallique d'environ 30 cm de haut et 20 cm de diamètre, sur lequel une membrane de peau ou de plastique est tendue grâce à des fixations métalliques similaire à celles des bongos. Une fine tige de bois est fixée au centre de la peau, dépassant à l'intérieur du fût. 
Le musicien, en frottant cette tige avec un chiffon ou une éponge humide, produit des vibrations qui se transmettent à la peau. Il peut ensuite moduler la hauteur du son en appuyant un doigt de son autre main à proximité du point de fixation de la tige sur la peau : la pression tend la peau qui produit alors un son plus aigu et ça fait un son de frottement.

## Utilisation
Les cuícas sont des instruments traditionnels du folklore brésilien, en particulier dans les orchestres de batterie de samba des écoles de samba de Rio de Janeiro. Elles sont placées dans les tout premiers rangs, mais sont délaissées par les nouvelles générations de percussionnistes, au point que certaines écoles ne les placent plus ainsi.